# 圣欧班德朗凯
圣欧班德朗凯（法語：Saint-Aubin-de-Lanquais，法語發音：[sɛ̃t‿obɛ̃ də lɑ̃kɛ]，意为“朗凯的圣欧班”）是法国多尔多涅省的一个市镇，属于贝尔热拉克区。

## 地理
圣欧班德朗凯（44°47'36"N, 0°35'52"E）面积9.27 平方千米，位于法国新阿基坦大区多爾多涅省，该省份为法国西南部内陆省份，是法國本土面积第三大的省，大致对应佩里戈尔地区，北起顺时针与夏朗德省、上维埃纳省、科雷兹省、洛特省、洛特-加龙省、吉倫特省和滨海夏朗德省接壤。
与圣欧班德朗凯接壤的市镇（或旧市镇、城区）包括：圣日耳曼和蒙斯、圣塞尔南-德拉巴尔德、科讷德拉巴尔德、圣纳克桑、韦尔东、福村、蒙马达莱斯。
圣欧班德朗凯的时区为UTC+01:00、UTC+02:00（夏令时）。

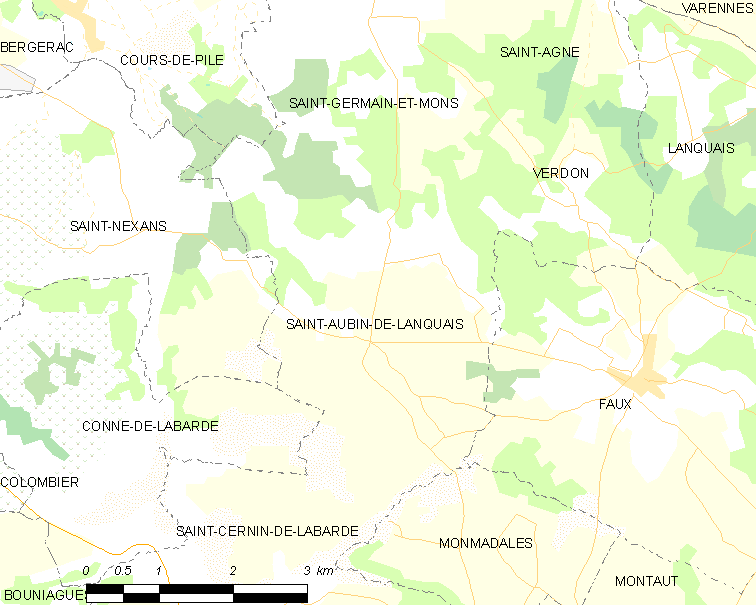
圣欧班德朗凯的OSM定位图

## 行政
圣欧班德朗凯的邮政编码为24560，INSEE市镇编码为24374。

## 政治
圣欧班德朗凯所属的省级选区为南贝尔热拉库瓦县。

## 人口

1962-2008年间圣欧班德朗凯人口变化图示

圣欧班德朗凯于2022年1月1日时的人口数量为357人。